# Herb Kwidzyna
Herb Kwidzyna – jeden z symboli miasta Kwidzyn w postaci herbu.

## Wygląd i symbolika
Herb przedstawia w niebieskim polu herbowym srebrną laskę biskupią z heraldycznie prawej strony oraz srebrną infułę biskupią oraz takiż krzyż grecki poniżej ze strony lewej.
Elementy herbu interpretować można jako przedmioty sakralne, które wykorzystywane są w misji katolickiej biskupa. Odwołują się one do początków miasta, założonego przez Krzyżaków na ziemiach pogańskich Prusów. Stąd wynika także możliwa interpretacja krzyża w herbie jako krzyża zakonnego i jego przedstawianie w kolorze czarnym.

## Historia
Najstarsze wyobrażenie herbu z XIV w. nie posiadało krzyża, który pojawił się dopiero w XV w. W XIX w. w zwieńczeniu laski biskupiej umieszczano także figurę Marii z Chrystusem (odwołanie do niemieckiej nazwy miasta Marienwerder). Tło herbu często przedstawiane było w kolorze czerwonym.